# 460 a.C.

## Eventos
- 80a olimpíada:[1]
  - Torimas da Tessália, vencedor do estádio;
  - Amesinas de Barce, vencedor do pále. Ele treinava com um touro enquanto cuidava do gado, e levou o touro até Pisa.
- Públio Valério Publícola, pela segunda vez, e Caio Cláudio Crasso Inregilense Sabino, cônsules romanos.
- Irrompe, em Roma, a Revolta de Ápio Erdônio, na qual morre o cônsul Públio Valério Publícola. Lúcio Quíncio Cincinato é eleito cônsul sufecto.
- Em Atenas surge a Idade de Péricles (até 429 a.C.).
- Primeira Guerra do Peloponeso entre Atenas e Esparta (até 451 a.C.).
- Inaro, um líbio, filho de Psamético, lidera a revolta dos egípcios contra a dominação Persa, e é proclamado rei. Ele busca a aliança de Atenas, que enviam 200 navios, seus e dos aliados.[2]

## Nascimentos
- Demócrito, filósofo grego.
- Hipócrates de Cós, médico grego (morreu em 377 a.C.)[3]
- Tucídides, historiador grego.

## Mortes
- Parmênides, filósofo (n. 530 a.C., datas aproximadas)
- Xenófanes, filósofo (data aproximada)